# 影山直美
影山 直美（かげやま なおみ、1963年 - ）は、日本のイラストレーター。埼玉県出身。柴犬をモチーフにした作品を多く手がける。

## 経歴
広告制作、グラフィックデザインなどの仕事を経て、結婚を機にイラストレーターとして独立する。2匹の柴犬とともに生活しながら、主として柴犬をモチーフにしたイラスト作品や、柴犬に関するコミックエッセイを描いている。日本犬専門誌『Shi-ba』や雑誌『いぬのきもち』などに連載を持つほか、企業ウェブページや食品のパッケージなども手がける。

## 作品
- 『柴犬さんのツボ』（辰巳出版）
- 『柴犬ゴンのへなちょこ日記』（幻冬舎）
- 『となりは柴犬3丁目』（メディアファクトリー）
- 『うちのコ柴犬』（メディアファクトリー）